# 이덕선 (교육인)
이덕선(李德善, 1946년 11월 20일~)은 대한민국의 EBS의 방송인(라디오 제작자 겸 텔레비전 제작 연출가)이었으며 전직 교육인(대학 교수)이었다. 전남 광양 출생이다.

## 주요 경력
- CBS(기독교방송 라디오)에 제작 PD로 입사(1973년 12월, 이후 1년 4개월)
- CBS 퇴사 직후 DBS(동아방송 라디오)에 제작 PD로 직적 이직 입사(1975년 4월, 이후 2년 10개월)
- DBS 퇴사 직후 KBS(한국방송공사)에 제작 PD로 재차 직적 이직 입사(1978년 2월, 이후 13년)
- KBS 퇴사(1991년 2월)
- KBS 퇴사 직후 EBS(교육방송)에 제작 PD로 마지막 이직 입사(1991년 3월, 이후 15년 9개월)
- EBS 한국교육방송공사 사업국 국장(2000년 6월)
- EBS 한국교육방송공사 경영본부 본부장(2001년 11월)
- EBS 한국교육방송공사 경영본부 본부장 겸 광고 총괄 담당 상임이사(2002년 9월)
- EBS 한국교육방송 명예 정년 퇴임(2006년 12월)
- 국민대학교 행정학과 객원교수(2007년 2월~2009년 8월)
- 인하대학교 행정학과 객원교수(2008년 8월~2012년 8월)

## 1980년대 후반 당시 제작 기법 관련 영향
- 1980년대 후반 당시의 KBS PD 시절의 그의 방송 제작 기법으로는 황은진 등에게 영향을 받았으며, 윤석호 등에게 영향을 주기도 하였다.

## 주요적으로 기획한 대표 작품
- EBS TV 《딩동댕 유치원》 ... 기획
- EBS 라디오 《이야기샘》 ... 기획

## 학력
- 경희대학교 대학원 행정학 박사